# Вольфрамовая кислота
Вольфра́мовая кислота́ (химическая формула — H2WO4) — моногидрат триоксида вольфрама — WO3 · H2O, или H2WO4 · H2O.
Известен также полугидрат состава 2WO3 · H2O.

## История
Впервые была выделена в 1781 году из минерала шеелита шведским химиком-фармацевтом Карлом Вильгельм Шееле.

## Химические свойства
Реагирует с щелочами, фтороводородом, раствором аммиака.
При подкислении щелочных растворов вольфраматов и при растворении их пиросульфатного сплава в воде на холоде выпадает белая гидратированная вольфрамовая кислота H2WO4 · H2O, которая при нагревании до 70—100 °C переходит в жёлтую H2WO4. Вторую молекулу воды вольфрамовая кислота теряет при температуре выше 700 °C, при этом переходя в оксид вольфрама(VI):
{\displaystyle {\ce {H2WO4 -> WO3 + H2O}}}.

## Получение
Образуется при действии сильных кислот на растворы вольфраматов щелочных металлов. Вольфрам в смеси азотной и плавиковой кислот растворяется, образуя вольфрамовую кислоту. Триоксид вольфрама не растворяется в воде. Получить вольфрамовую кислоту можно следующим образом:
{\displaystyle {\ce {H2SO4 + Na2WO4 -> H2WO4 + Na2SO4}}}.
Образуется при действии угольной кислоты на раствор вольфрамата натрия, то есть при пропускании углекислого газа через раствор соли вольфрамовой кислоты:
{\displaystyle {\ce {CO2 + H2O + Na2WO4 -> H2WO4 v + Na2CO3}}}.

## Применение
- Адсорбент;
- Катализатор при гидрогенизации;
- Вещество для протравливания;
- Краситель в текстильной промышленности при крашении тканей;
- Промежуточный продукт в производстве металлического вольфрама.

## Стандартизация
На вольфрамовую кислоту распространяется технические условия по ГОСТ 2197-78.